# Temporada 2004 del fútbol colombiano
La Temporada 2004 del fútbol colombiano abarcó todas las actividades relativas a campeonatos de fútbol profesional, nacionales e internacionales, disputados por clubes colombianos, y por las selecciones nacionales de este país, en sus diversas categorías.

## Torneos locales

### Categoría Primera A

#### Apertura
- Final

| Fecha                                                               | Ciudad   | Equipo local           | Resultado | Equipo visitante       |
| ------------------------------------------------------------------- | -------- | ---------------------- | --------- | ---------------------- |
| 24 de junio                                                         | Medellín | Independiente Medellín | 2 - 1     | Atlético Nacional      |
| 27 de junio                                                         | Medellín | Atlético Nacional      | 0 - 0     | Independiente Medellín |
| Independiente Medellín es el campeón con el marcador global de 2-1. |          |                        |           |                        |

| Campeón Independiente Medellín Cuarto título |

#### Finalización
- Final

| Fecha                                                     | Ciudad       | Equipo local      | Resultado | Equipo visitante  |
| --------------------------------------------------------- | ------------ | ----------------- | --------- | ----------------- |
| 15 de diciembre                                           | Barranquilla | Junior            | 3 - 0     | Atlético Nacional |
| 19 de diciembre                                           | Medellín     | Atlético Nacional | 5 - 2     | Junior            |
| Junior es el campeón en tiros desde el punto penal (5-4). |              |                   |           |                   |

| Colombia                     |
| Campeón Junior Quinto título |

## Reclasificación
Contiene la sumatoria de los puntajes obtenidos por cada equipo en los Torneos Apertura y Finalización de la Primera A. Define a los tres equipos que jugarán la Copa Libertadores 2005 y los dos que estarán en la Copa Sudamericana 2005.
| Pos | Equipo                 | Pts | PJ | G  | E  | P  | GF | GC | Dif |
| --- | ---------------------- | --- | -- | -- | -- | -- | -- | -- | --- |
| 1.  | América de Cali        | 94  | 48 | 29 | 7  | 12 | 79 | 49 | 30  |
| 2.  | Atlético Nacional      | 88  | 52 | 26 | 10 | 16 | 78 | 59 | 19  |
| 3.  | Deportivo Cali         | 80  | 48 | 23 | 11 | 14 | 62 | 49 | 13  |
| 4.  | Independiente Medellín | 80  | 50 | 22 | 14 | 14 | 70 | 51 | 19  |
| 5.  | Junior                 | 80  | 50 | 21 | 17 | 12 | 72 | 55 | 17  |
| 6.  | Once Caldas            | 75  | 48 | 22 | 9  | 17 | 65 | 54 | 11  |
| 7.  | Deportes Tolima        | 66  | 42 | 18 | 12 | 12 | 56 | 46 | 10  |
| 8.  | Atlético Bucaramanga   | 60  | 42 | 16 | 11 | 15 | 50 | 51 | -1  |
| 9.  | Deportivo Pasto        | 54  | 42 | 14 | 12 | 16 | 37 | 41 | -4  |
| 10. | Bogotá Chicó           | 52  | 42 | 13 | 13 | 16 | 45 | 60 | -15 |
| 11. | Santa Fe               | 45  | 36 | 11 | 12 | 13 | 43 | 46 | -3  |
| 12. | Cortuluá               | 41  | 36 | 11 | 8  | 17 | 41 | 51 | -1  |
| 13. | Deportes Quindío       | 40  | 36 | 10 | 10 | 16 | 32 | 52 | -20 |
| 14. | Envigado F. C.         | 40  | 36 | 9  | 13 | 14 | 45 | 46 | -1  |
| 15. | Deportivo Pereira      | 39  | 36 | 10 | 9  | 17 | 30 | 43 | -13 |
| 16. | Millonarios            | 39  | 36 | 10 | 9  | 17 | 37 | 51 | -14 |
| 17. | Atlético Huila         | 34  | 36 | 9  | 7  | 20 | 40 | 54 | -14 |
| 18. | Unión Magdalena        | 27  | 36 | 7  | 6  | 23 | 26 | 56 | -30 |

 Pts=Puntos; PJ=Partidos jugados; G=Partidos ganados; E=Partidos empatados; P=Partidos perdidos; GF=Goles a favor; GC=Goles en contra; DIF=Diferencia de gol.
|  | Campeón de la Copa Libertadores, clasificado a la fase de grupos de la Copa Libertadores 2005. |
|  | Campeón, clasificado a la fase de grupos de la Copa Libertadores 2005.                         |
|  | Clasificado a la primera fase de la Copa Libertadores 2005.                                    |
|  | Clasificado a la Copa Sudamericana 2005.                                                       |

### Categoría Primera B
| Colombia                              |
| Campeón Real Cartagena Segundo título |

### Ascensos y descensos
Los ascensos y descensos en el fútbol colombiano se definen por la Tabla de descenso, la cual promedia las campañas 2002-I, 2002-II, 2003-I, 2003-II, 2004-I y 2004-II. Los puntos de la tabla se obtienen de la división del puntaje total entre partidos jugados. El último en dicha tabla descenderá a la Categoría Primera B dándole el ascenso directo al campeón de la segunda categoría.
En la Tabla de descenso no cuentan los partidos por cuadrangulares semifinales ni final del campeonato. Únicamente los de la fase todos contra todos.

### Tabla del descenso
| Pos | Equipo                 | PTS | PJ  |
| --- | ---------------------- | --- | --- |
| 1.  | Deportivo Cali         | 212 | 116 |
| 2.  | América de Cali        | 199 | 116 |
| 3.  | Atlético Nacional      | 173 | 116 |
| 4.  | Once Caldas            | 176 | 116 |
| 5.  | Independiente Medellín | 167 | 116 |
| 6.  | Atlético Bucaramanga   | 163 | 116 |
| 7.  | Deportivo Pasto        | 161 | 116 |
| 8.  | Deportes Tolima        | 159 | 116 |
| 9.  | Atlético Junior        | 157 | 116 |
| 10. | Independiente Santa Fe | 157 | 116 |
| 11. | Deportivo Pereira      | 148 | 116 |
| 12. | Unión Magdalena        | 147 | 116 |
| 13. | Millonarios            | 142 | 116 |
| 14. | Deportes Quindío       | 136 | 116 |
| 15. | Atlético Huila         | 131 | 116 |
| 16. | Envigado F.C.          | 131 | 116 |
| 17. | Bogotá Chicó           | 126 | 116 |
| 18. | Cortuluá               | 122 | 116 |

|  | Descendido a la Categoría Primera B |

Pts=Puntos; PJ=Partidos jugados; Prom=Promedio para el descenso
| Categorías          | Equipo descendido | Equipo ascendido |
| ------------------- | ----------------- | ---------------- |
| Primera A Primera B | Cortuluá          | Real Cartagena   |

## Torneos internacionales

### Copa Libertadores
Los representativos colombianos fueron:
| Equipo          | Pt | PJ | PG | PE | PP | GF | GC | DG |
| --------------- | -- | -- | -- | -- | -- | -- | -- | -- |
| Deportes Tolima | 5  | 6  | 1  | 2  | 3  | 6  | 9  | -3 |

- Eliminado en el Grupo 6.

| Equipo         | Pt | PJ | PG | PE | PP | GF | GC | DG |
| -------------- | -- | -- | -- | -- | -- | -- | -- | -- |
| Deportivo Cali | 12 | 10 | 4  | 0  | 6  | 12 | 15 | -3 |

- Eliminado en cuartos de final por River Plate.

| Equipo      | Pt | PJ | PG | PE | PP | GF | GC | DG |
| ----------- | -- | -- | -- | -- | -- | -- | -- | -- |
| Once Caldas | 25 | 14 | 6  | 7  | 1  | 17 | 10 | 7  |

| Campeón Once Caldas Primer título |

### Copa Sudamericana
Los representativos colombianos fueron:
| Equipo      | Pt | PJ | PG | PE | PP | GF | GC | DG |
| ----------- | -- | -- | -- | -- | -- | -- | -- | -- |
| Millonarios | 3  | 2  | 1  | 0  | 1  | 1  | 2  | -1 |

- Eliminado en primera fase por Junior.

| Equipo | Pt | PJ | PG | PE | PP | GF | GC | DG |
| ------ | -- | -- | -- | -- | -- | -- | -- | -- |
| Junior | 10 | 6  | 3  | 1  | 2  | 9  | 4  | 5  |

- Eliminado en cuartos de final por Internacional.

### Copa Intercontinental
| 12 de diciembre de 2004 | FC Porto | 0:0 (0:0; 0:0) (t. s.)(8:7 p.) | Once Caldas | Estadio Internacional de Yokohama, Yokohama                 |                                                             |
| 19:10 (UTC+09:00)       | |                                | | Asistencia: 45.748 espectadores Árbitro(s): Jorge Larrionda | Asistencia: 45.748 espectadores Árbitro(s): Jorge Larrionda |
|                         | | Tiros desde el punto penal     | |                                                             |                                                             |
|                         | Diego - Carlos Alberto - Ricardo Quaresma - Maniche - Benni McCarthy - Costinha - Jorge Costa - Ricardo Costa - Pedro Emanuel |                                | Samuel Vanegas - Herly Alcázar Miguel Rojas - Antonio de Nigris - Jonathan Fabbro - Rubén Darío Velásquez - Jeffrey Díaz - Edgar Cataño - Edwin García |                                                             |                                                             |

## Selección nacional

### Partidos de la Selección mayor en 2004
| Fecha           | Lugar                                                         | Rival       | Marcador | Competencia                 | Goles de Colombia                                                                              |
| --------------- | ------------------------------------------------------------- | ----------- | -------- | --------------------------- | ---------------------------------------------------------------------------------------------- |
| 18 de febrero   | Estadio Nacional Tegucigalpa, Honduras                        | Honduras    | 1 - 1    | Amistoso                    | Sergio Herrera 58'                                                                             |
| 30 de marzo     | Estadio Nacional Lima, Perú                                   | Perú        | 0 - 2    | Eliminatorias Alemania 2006 | Freddy Grisales 30' Frankie Oviedo 42'                                                         |
| 28 de abril     | RFK Memorial Stadium Washington D. C., Estados Unidos         | El Salvador | 0 - 2    | Amistoso                    | Luis Gabriel Rey 52' Frankie Oviedo 61'                                                        |
| 1 de junio      | Estadio Olímpico Atahualpa Quito, Ecuador                     | Ecuador     | 2 - 1    | Eliminatorias Alemania 2006 | Frankie Oviedo 57'                                                                             |
| 5 de junio      | Estadio Metropolitano Roberto Meléndez Barranquilla, Colombia | Uruguay     | 5 - 0    | Eliminatorias Alemania 2006 | Víctor Danilo Pacheco 17' y 31' Tressor Moreno 20' John Javier Restrepo 79' Sergio Herrera 86' |
| 27 de junio     | Orange Bowl Miami, Estados Unidos                             | Argentina   | 0 - 2    | Amistoso                    | Tressor Moreno 21' Sergio Herrera 76'                                                          |
| 6 de julio      | Estadio Nacional Lima, Perú                                   | Venezuela   | 0 - 1    | Copa América                | Tressor Moreno 22'                                                                             |
| 9 de julio      | Estadio Nacional Lima, Perú                                   | Bolivia     | 1 - 0    | Copa América                | Edixon Perea 90'                                                                               |
| 12 de julio     | Estadio Mansiche Trujillo, Perú                               | Perú        | 2 - 2    | Copa América                | Edwin Congo 34' Abel Aguilar 54'                                                               |
| 17 de julio     | Estadio Mansiche Trujillo, Perú                               | Costa Rica  | 2 - 0    | Copa América                | Abel Aguilar 41' Tressor Moreno 45'                                                            |
| 20 de julio     | Estadio Nacional Lima, Perú                                   | Argentina   | 0 - 3    | Copa América                | -                                                                                              |
| 24 de julio     | Estadio Inca Garcilaso de la Vega Cuzco, Perú                 | Uruguay     | 2 - 1    | Copa América                | Sergio Herrera 71'                                                                             |
| 4 de septiembre | Estadio Nacional Santiago, Chile                              | Chile       | 0 - 0    | Eliminatorias Alemania 2006 | -                                                                                              |
| 9 de octubre    | Estadio Metropolitano Roberto Meléndez Barranquilla, Colombia | Paraguay    | 1 - 1    | Eliminatorias Alemania 2006 | Freddy Grisales 17'                                                                            |
| 12 de octubre   | Estadio Rei Pelé Maceió, Brasil                               | Brasil      | 0 - 0    | Eliminatorias Alemania 2006 | -                                                                                              |
| 17 de noviembre | Estadio Metropolitano Roberto Meléndez Barranquilla, Colombia | Bolivia     | 1 - 0    | Eliminatorias Alemania 2006 | Mario Yepes 17'                                                                                |